# Proteus (Marvel Comics)
Kevin MacTaggert, mais conhecido como Proteus e também chamado de  Mutante X, foi um supervilão da Marvel Comics, inimigo dos X-Men. Kevin era o filho mutante da pesquisadora Moira MacTaggert e do político Joseph MacTaggert. Kevin tinha o poder de deformar a realidade e viveu a maior parte de sua vida em reclusão forçada nas instalações de sua mãe na ilha Muir. Sua tentativa de se libertar e encontrar o seu pai fez  o clássico enredo 1979-1980 Uncanny X-Men, que foi adaptado na década de 1990 para a série animada X-Men: Animated Series Em 2009, Proteus foi classificado pela IGN como 77º Maior Vilão de todos os tempos.
Reapareceu durante o evento dinastia M onde se encontrou com o grupo exilados e teve alguns embates.

## Biografia ficcional do personagem
Kevin MacTaggert era filho do casal divorciado Joseph e Moira MacTaggert, assim que seus poderes mutantes afloraram, sua mãe desesperada o prendeu em um nulificador que reprimia seus poderes que ela tinha descoberto ser tão perigosos, confinado na Ilha Muir ele sempre indagava sobre seu pai a mãe, em um dia fatidíco Magneto em um confronto contra os X-Men causaram a danificação dos nulificadores libertando Kevin, assim ele foge mas antes enfrenta Polaris e Madrox derrotando-os facilmente, mas difícilmente a Fênix, Kevin possui o corpo de Madrox e consegue escapar, a partir daí começa a possuir corpos constantemente, pois eles sempre se deterioravam a partir da possessão e isso continuava aumentando a cada corpo tomado, Kevin então adota o nome de Proteus, um ser que vivia nas mesmas condições dele. Na sua ida a Endiburgo, na Escócia por onde passava deixava um rastro de deformação física facilitando a interceptação dos X-Men. Ele precisava ser encontrado pois Proteus, cujos poderes eram perigosos demais, iria matar pessoas inocentes por onde passasse. Proteus usando o corpo deteriorado de seu pai, derrota Tempestade, Noturno e Wolverine usando apenas uma fração de seus poderes, após isso ele toma uma forma energética e brilhosa, Magneto em um ataque rápido descobre a fraqueza de Proteus, o metal. Ele sem saber tentou tomar o corpo de Colossus - pois este se encontrava em sua forma humana - mas antes, quis brincar com ele reproduzindo em sua mente a morte do irmão de Colossus, Mikhail, ele tomado por raiva logo se transforma em aço orgânico e dá um grande soco em Proteus o matando instantaneamente, esse era o fim de um dos mutantes mais perigosos que já existiram no Universo da Marvel.

## Poderes e habilidades
Proteus possui a habilidade de manipular a realidade, mas a extensão desse poder era tão grande que nem mesmo ele conseguia controlar, para piorar ele tinha a necessidade de possuir corpos para sobreviver, mas eles sempre se deterioravam e a velocidade com que isso acontecia aumentava cada vez mais. Para se ter noção de tais poderes, até Wolverine pediu pra não se envolver em combate contra ele temendo por sua própria vida. Proteus também tinha imunidade a poderes telepáticos e podia se teletransportar para dimensões alternativas.

## Em outras mídias

### Desenhos Animados
- Proteus aparece no episódio "Protheus" no desenho animado de 1992, X-Men: Animated Series.